# Mike Jacobs (baseball, 1980)
Pour les articles homonymes, voir Mike Jacobs.
Michael James Jacobs (né le 30 octobre 1980 à Chula Vista, Californie, États-Unis) est un joueur de premier but des Ligues majeures de baseball.

## Carrière

### Mets de New York
Mike Jacobs est drafté le 2 juin 1999 par les Mets de New York. Il débute en Ligue majeure le 21 août 2005. Il frappe 11 circuits et produit 23 points en seulement 30 matchs chez les Mets en 2005. Après 5 matchs, il compte déjà 4 circuits et est le premier joueur à réaliser la chose depuis 1916.

### Marlins de la Floride
Le 24 novembre 2005, les Mets transfèrent Jacobs et le lanceur droitier Yusmeiro Petit chez les Marlins de la Floride en retour du joueur de premier but Carlos Delgado. Jacobs claque 20 circuits et produit 77 points en 130 parties jouées à sa saison recrue chez les Marlins en 2006. Il enchaîne en 2007 avec 17 circuits et 54 points produits avant de connaître en 2008 sa meilleure saison en offensive : des sommets personnels de 32 circuits et 93 points produits.

### Royals de Kansas City
Il est échangé le 31 octobre 2008 aux Royals de Kansas City contre Leo Núñez. Il agit comme frappeur désigné des Royals durant la saison 2009. Malgré sa plus basse moyenne au bâton (, 228) en carrière, il réussit 19 circuits et produit 61 points en 128 parties jouées. Après la saison 2009, il est libéré de son contrat par les Royals et devient agent libre.

### Deuxième séjour avec les Mets
Le 11 février 2010, il accepte un contrat des ligues mineures avec son ancienne équipe, les Mets de New York. Il ne joue que sept parties pour les Mets en 2010. 

### Suspension pour dopage
Il est invité à l'entraînement de printemps des Rockies du Colorado en 2011 mais ne s'aligne pas avec le club, qui l'assigne aux ligues mineures à Colorado Springs. Le 18 août 2011, il est suspendu 50 matchs après un contrôle antidopage positif à l'hormone de croissance. Il est aussitôt licencié. Jacobs est non seulement le premier joueur de la MLB à recevoir un test positif pour cette substance, mais il est aussi le premier dans le sport professionnel nord-américain.

### Diamondbacks de l'Arizona
Le 4 janvier 2012, il accepte un contrat des Diamondbacks de l'Arizona mais n'est pas retenu dans leur effectif alors que s'amorce la saison au printemps suivant. Il passe la majeure partie de la saison 2012 à Reno dans les ligues mineures et n'est rappelé par les Diamondbacks que pour 13 rencontres.
Il est avec les Mariners de Seattle à l'entraînement du printemps 2013 mais est libéré le 23 mars. Le 3 juin suivant, il signe un nouveau contrat avec les Diamondbacks et est assigné à leur club-école de Reno, où il passe les saisons 2013 et 2014.